# Astaxanthin
Astaxanthin er et rød organisk farvestof af typen carotenoid som har forskellige anvendelser, herunder kosttilskud og madfarvestof.
Astaxanthin kan også bruges som et kosttilskud beregnet til mennesker, dyr og akvakultur. Den industrielle produktion af astaxanthin kommer fra plante- eller dyrebaserede, samt syntetiske kilder. Den amerikanske fødevare- og lægemiddeladministration har godkendt astaxanthin som fødevarefarve (eller farvetilsætningsstof) til specifikke anvendelser i dyre- og fiskefoder. Europa-Kommissionen betragter det som fødevarefarvestof, og det har E-nummeret E161j. Astaxanthin fra alger, syntetiske og bakterielle kilder er generelt anerkendt som sikkert af FDA. Den Europæiske Fødevaresikkerhedsautoritet har i 2019 fastsat et acceptabelt dagligt indtag på 0,2 mg pr. kg kropsvægt.

## Naturlige kilder
Astaxanthin er til stede i de fleste rødfarvede vandorganismer. Indholdet varierer både fra art til art, og fra individ til individ, da det er meget afhængigt af kost og levevilkår. Astaxanthin og andre kemisk beslægtede asta-carotenoider er også blevet fundet i en række lavarter i den arktiske zone.
De primære naturlige kilder til industriel produktion af astaxanthin omfatter:
- Euphausia pacifica (stillehavskrill)
- Euphausia superba (antarktisk krill)
- Haematococcus pluvialis (grønalger)
- Pandalus borealis (arktiske rejer)
- Xanthophyllomyces dendrorhous, tidligere Phaffia rhodozyma (gær)

Alger er den primære naturlige kilde til astaxanthin i den akvatiske fødekæde. Den mikroskopiske grønalge Haematococcus pluvialis ser ud til at akkumulere de højeste niveauer af astaxanthin i naturen og er i øjeblikket den primære industrielle kilde til naturlig astaxanthinproduktion, hvor mere end 40 g astaxanthin kan opnås fra et kg tør biomasse.  Haematococcus Pluvialis har den produktionsmæssige fordel af populationen kan fordobles hver uge, hvilket betyder at opskalering er ikke et problem. Helt konkret dyrkes mikroalgerne i to faser. Først i det grønne fase får cellerne en overflod af næringsstoffer til at fremme formeringen af cellerne. I den efterfølgende røde fase bliver cellerne frataget næringsstoffer og udsat for intenst sollys for at inducere dannelse af cyster (carotogenese), hvor cellerne producerer høje niveauer af astaxanthin som en beskyttende mekanisme mod miljøstress. Cellerne, med deres høje koncentrationer af astaxanthin, høstes derefter.
Hos skaldyr er astaxanthin næsten udelukkende koncentreret i skallerne med kun små mængder i selve kødet, og det meste bliver først synligt under tilberedningen, da pigmentet skilles fra de denaturerede proteiner, der ellers binder det. Astaxanthin udvindes fra Euphausia superba (antarktisk krill) og fra rejerforarbejdningsaffald. 12.000 pund våde rejeskaller kan give en 6-8 gallon astaxanthin/triglyceridolieblanding.
Algen Chlamydomonas nivalis kan nogle gange forekomme i store mængder i sne og prodocure astaxanthin som farver sneen rød.

## Syntetiske kilder
Strukturen af astaxanthin blev beskrevet i 1975.  Næsten alt kommercielt tilgængeligt astaxanthin til akvakultur produceres nu syntetisk med en årlig omsætning på over 200 millioner dollar og en salgspris på omkring 5.000-6.000 US-dollar pr. kilo i juli 2012. Markedet voksede til over 500 mllioner dollar i 2016 og forventes fortsat at vokse med akvakulturindustrien.

## Struktur

### Stereoisomerer
Ud over strukturelle isomerkonfigurationer indeholder astaxanthin også to chirale centre ved 3- og 3'-positionerne, hvilket resulterer i tre unikke stereoisomerer (3R,3'R og 3R,3'S meso og 3S,3'S). Mens alle tre stereoisomerer er til stede i naturen, varierer den relative fordeling betydeligt mellem forskellige organismer.  Syntetisk astaxanthin indeholder en blanding af alle tre stereoisomerer i forholdet ca. 1:2:1.
| Astaxanthins stereoisomerer |
| --------------------------- |
| (3S,3′S)-astaxanthin        |
| (3R,3′R)-astaxanthin        |
| meso-astaxanthin            |

## Anvendelse
Astaxanthin bruges som kosttilskud i dyrefoder til at give farve til laks, krabber, rejer og ægproduktion.

### Til fisk og skaldyr og andre dyr
Den primære anvendelse af syntetisk astaxanthin i dag er som tilsætningsstof i dyrefoder for at give farve, herunder til laks og æggeblommer.  Syntetiske carotenoidpigmenter med gul, rød eller orange farve repræsenterer omkring 15-25 % af produktionsomkostningerne for kommercielt laksefoder. I det 21. århundrede er det meste kommercielt astaxanthin til akvakultur produceret syntetisk.
Der er anlagt gruppesøgsmål i USA mod nogle større supermarkedskæder for ikke tydeligt at mærke den astaxanthin-behandlede laks som "tilsat farve". Kæderne fulgte hurtigt op ved at mærke alle sådanne laks som "farve tilsat". Retssagen fortsatte med spørgsmål om erstatning, men en Seattle-dommer afviste sagen og afgjorde, at håndhævelsen af de gældende fødevarelove var op til regeringen og ikke enkeltpersoner.

### Kosttilskud
Den primære anvendelse for mennesker af astaxanthin er som kosttilskud, selvom der pr. 2018 ikke er tilstrækkeligt bevis fra medicinsk forskning til at vise, at det påvirker sygdomsrisiko eller sundhed, og det er fortsat under foreløbig forskning. I 2018 bad Den Europæiske Fødevaresikkerhedsautoritet om videnskabelig information fra producenter af kosttilskud om sikkerheden ved astaxanthin.

## Rolle i fødekæden
Hummere, rejer og nogle krabber bliver røde, når de tilberedes, fordi astaxanthinet, som var bundet til proteinet i skallen, bliver frigjort, når proteinet denaturerer. Det frigjorte pigment er således tilgængeligt til at absorbere lys og producere den røde farve. 